# Spelobia pseudonivalis
Spelobia pseudonivalis är en tvåvingeart som först beskrevs av Dahl 1909.  Spelobia pseudonivalis ingår i släktet Spelobia, och familjen hoppflugor. Arten är reproducerande i Sverige.